# Fixstjärna
Fixstjärna är ett ålderdomligt uttryck som avspeglar att stjärnorna verkade bilda fixa bakgrundsmönster på himmelssfären där solen, månen och planeterna rörde sig. 
Stjärnorna befinner sig så långt bort från solsystemet att deras egenrörelser är försumbara i förhållande till planeternas rörelser. 
Sedan Edmund Halley år 1718 upptäckt egenrörelser hos några ljusa stjärnor insåg man att inga stjärnor överhuvudtaget kunde anses fixerade på himlavalvet.